# Barry Hogan
Pour les articles homonymes, voir Hogan.
Barry Hogan, né le 15 février 1983 à St Helens (Merseyside), est un footballeur anglais ayant évoluant au poste de milieu de terrain dans le club gallois des New Saints. Il est cinq fois champion du pays de Galles.

## Biographie
Après avoir été formé à Manchester City, Barry Hogan commence à jouer pour The New Saints en janvier 2004 où son contrat est renouvelé de semaine en semaine. À l'issue de la saison, ayant fait forte impression au milieu du terrain, il est recruté pour un contrat de 12 mois. À l'été 2005, le club souhaite le conserver et Hogan devient progressivement titulaire dans l'équipe.
Il est laissé libre à l'issue de la saison 2011-2012, après un titre de champion.

## Compétitions européennes
Depuis 2004, il a joué 17 matchs de coupe d'Europe, dont 9 de Ligue des champions.

## Palmarès
Total Network Solutions / The New Saints
- Championnat du pays de Galles
  - Champion : 2005, 2006, 2007, 2010 et 2012
  - Vice-champion : 2004 et 2008

- Coupe du pays de Galles
  - Vainqueur : 2005
  - Finaliste : 2004

- Coupe de la Ligue du pays de Galles
  - Vainqueur : 2006, 2009, 2010 et 2011